# اللكامة (المخادر)

تعديل مصدري - تعديل

اللكامة محلة تابعة لقرية الصانعة، التابعة لعزلة السحول بمديرية المخادر إحدى مديريات محافظة إب في الجمهورية اليمنية، بلغ تعداد سكانها 194 حسب تعداد اليمن لعام 2004.